# Jani Pechliwanow
Jani Pechliwanow (auch Yani Pehlivanov geschrieben, bulgarisch Яни Пехливанов; * 28. März 1988 in Pomorie, Bulgarien) ist ein bulgarischer Fußballspieler. Pechliwanow spielt seit Sommer 2017 beim bulgarischen Erstligisten SFK Etar Weliko Tarnowo.

## Karriere
Die Karriere von Pechliwanow begann im Jahr 2008 bei Tschernomorez Pomorie in seiner Heimatstadt. Anfang 2011 verpflichtete ihn Erstligist FC Tschernomorez Burgas. Dort kam er in den nächsten drei Jahren nur unregelmäßig zum Einsatz und konnte sich keinen dauerhaften Platz im Team erkämpfen. Nach dem Abstieg seines Vereins wechselte er zum Lokalrivalen FC Burgas, kehrte aber schon Anfang 2015 wieder zum FC Tschernomorez zurück. Im Sommer 2015 schloss er sich seinem Heimatverein Tschernomorez Pomorie an, der in die B Grupa aufgestiegen war. Er verpasste mit seiner Mannschaft in den Play-offs den Aufstieg. Pechliwanow wechselte zum Erstligisten FK Neftochimik. Er gehörte zu den Stammkräften im Team und stieg am Ende der Saison 2016/17 ab. Anschließend heuerte er bei Aufsteiger SFK Etar Weliko Tarnowo an. Die Spielzeit 2017/18 beendete er mit dem Klub in den Relegationsspielen mit dem Klassenverbleib.